# Prasa opinii
Prasa opinii; prasa opiniotwórcza – publikacje prasowe, których treści mają za zadanie wywarcie na opinii publicznej odpowiednich reakcji i postaw. Niekiedy mają one charakter propagandowy. Do prasy opinii zalicza się najczęściej tygodniki i miesięczniki, rzadziej dzienniki.
Współcześnie największym powodzeniem cieszą się: „Time”, „Newsweek”, „Der Spiegel”, „Die Zeit”, „L’Express” i „L’Obs”.

## Prasa opinii w Polsce
W Polsce, zamiast pojęcia prasa opinii, częściej spotykanym pojęciem jest „tygodniki opinii”. Są to zazwyczaj gazety o charakterze społeczno-politycznym, które komentują już znane opinii publicznej wydarzenia. Poprzez rozszerzanie tematu, wyciąganie różnych niuansów, zabiegi erystyczne lub powołanie się na różne autorytety, prasa ta ma za zadanie wzbudzić konkretne, wcześniej ustalone, reakcje czytelnika. Ten segment prasy często uważa się za najbardziej upolityczniony.
Według analiz zagadnienia polityczne w tygodnikach opinii zajmują około 1/3 ogólnej treści. Pozostawia to duże pole na działania opiniotwórcze. Stosunkowo częstym zjawiskiem jest odwoływanie się do wypowiedzi lub artykułów innych dziennikarzy z konkurencyjnych redakcji oraz komentowanie bądź też podważanie ich zdania.
Do tygodników opinii w Polsce zalicza się:
- Gość Niedzielny
- Polityka
- Newsweek Polska
- Sieci
- Do Rzeczy
- Gazeta Polska
- Tygodnik Powszechny
- Fakty i Mity
- Wprost
- Przegląd